# XE166 család
Az Infineon XE166-os család egy 16 bites mikrovezérlő-család, amelyet először 2007-ben mutattak be. Az XE166 alkalmazási köre változatos, megtalálható pl. szervomeghajtókban, vezérlőmotorokban, ipari szivattyúkban, közlekedési eszközökben és akár tápegységekben is.

## Főbb jellemzők
Az XE166 család az Infineon/STMicroelectronics saját C166 16 bites magját használja egy olyan kiépítésben, amely egy 32 bites MAC egységet is tartalmaz. A magfrekvencia 40-től 100 MHz-ig terjed, a beágyazott flashmemória mérete 32 KiB-tól 1,6 MiB-ig, a RAM mérete 138 KiB-ig terjedhet. A beépített feszültségszabályozó áramkört tartalmazó mikrokontroller egyetlen 3 és 5 V közötti feszültségforrásról működik.

## Felépítés

### A CPU
Az XE166 CPU-egység feladata (szokásos módon) az utasítások kiolvasása (lehívása) és dekódolása, a műveletek elvégzése ill. továbbítása, és az ALU és a MAC egységek által kiszámított értékek tárolása. Mivel az XE166 mikrovezérlő központi motorja a CPU, ezért a perifériakezelő alrendszer egyes akciói is érintik. Mivel az XE166-ban egy 2 fokozatú utasításlehívási futószalag és az ahhoz csatlakozó ötfokozatú utasítás-futószalag van kialakítva, ezért egyszerre öt utasítás feldolgozásával képes foglalkozni (a végrehajtás különböző fázisaiban). Ennek a párhuzamosságnak köszönhetően a legtöbb utasítást egy órajelciklus alatt képes végrehajtani.

### A Perifériák
- 1 vagy 2 analóg-digitális átalakító maximum 30 csatornával, 600 ns-os konverziós idő, max. 10 vagy 12 bites felbontásig
- akár 4 db., 16 bites felbontású PWM (impulzusszélesség-modulációs) egység (CCU6)
- legfeljebb 6 db. CAN csomópont, maximum 256 üzenetobjektummal
- legfeljebb 10 Universal Serial Interface Controller (univerzális soros interfészvezérlő) csatorna a szoftveresen kialakított soros interfészeknek (SPI, UART, I2C, I2S...)
- külső sín egység (External Bus Unit)

## Fejlesztőeszközök
A mikrovezérlőkhöz számos fejlesztőeszköz is rendelkezésre áll.

### Kiértékelő készletek
Az Infineon cég a fejlesztőeszközeit három kategóriába sorolja, így „Egyszerű”, „Kiértékelő” és „Alkalmazási” készleteket kínál (Easy Kits, Evaluation Kits, Application Kits) A „Egyszerű készletek” a vezérlők kipróbálásához és tesztelésére szolgálnak, az „Alkalmazási készletek” viszont már speciális alkalmazások gyors kifejlesztését teszik lehetővé. A vezérlők főbb alkalmazási terüleit az iparban találta meg, így pl. egyebek között az elektromos motorvezérlés, automatizálás és napenergia-inverterek körében.

### Ingyenes eszközök
- DAVE™[6] ("Digital Application virtual Engineer") ingyenes eszköz alacsony szintű meghajtók konfigurálásához, amely automatikus forráskód-generálásra képes.
- DAVE™ Drive[7] automatikus motorvezérlés generálására szolgáló ingyenes eszköz, speciális motorvezérlő kódok előállításához, mint pl. a field-oriented control, szinuszoidos vagy blokkos kommutáció vagy V/Hz sebességvezérlés.
- TASKING – egy ingyenes fordítóprogram és eszközkészlet Archiválva 2013. január 11-i dátummal az Archive.is-en

### Más gyártóktól származó eszközök
- TASKING fordítóprogram és eszközkészlet[8]
- Hitex Debugger[9]
- PLS Debugger[10]

## Fordítás
Ez a szócikk részben vagy egészben  a   XE166 family című angol Wikipédia-szócikk ezen változatának fordításán alapul.  Az eredeti cikk szerkesztőit annak laptörténete sorolja fel. Ez a jelzés csupán a megfogalmazás eredetét és a szerzői jogokat jelzi, nem szolgál a cikkben szereplő információk forrásmegjelöléseként.